# 晚餐
晚餐（英語：dinner、德语：das Abendessen、法语：le dîner、粵語：[晚飯] 错误：{{Lang}}：無法辨識語言標籤 粤拼（帮助）、日语：夕食、韩语：저녁、阿拉伯语：عَشَاء）在不少西方文化中是指一天之中最豐富，亦是最正式的一餐，而部份西方人於傍晚時份吃晚飯。傳統上，一個人會於中午左右吃最豐富的一頓飯，而該頓飯被稱之為「大餐」。在西方文化中（尤其精英份子），於16至19世紀漸漸將該詞演變成一天較後時間才吃的飯餐。；在某些情況下，該詞可特指於特別時節中吃的飯餐，如聖誕晚餐。在氣候較熱的地方，人們通常於氣溫下降後的黃昏時間吃晚飯。
晚餐是最常與宴會、娛樂或親友聚會結合的餐。西式晚餐常附以飯後甜品或水果。吃時，有時會喝酒。
晚餐如果吃得過量，引致肥胖的機會最大，因為晚飯後人們通常不會再進行激烈的活动，有些人更會很快便睡覺，積聚脂肪。
漢語文言文中，則以「飧」表示。

## 詞源

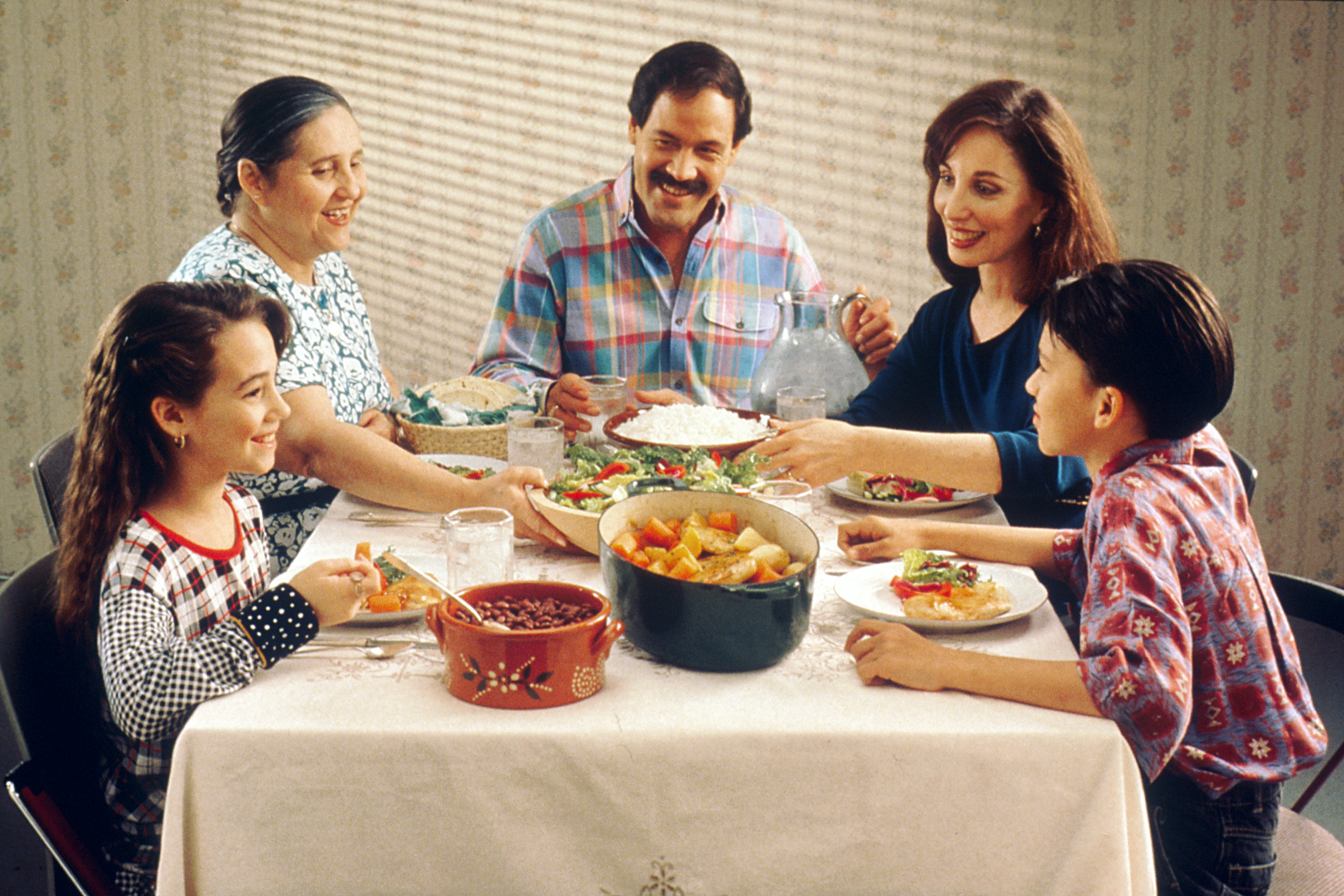
與家人一同共晉晚餐

晚餐的英文「Dinner」源自古法語约1300的單詞「disner」，解作「吃正餐」，出自高盧-羅曼語支的「desjunare」（解作「中斷一個人的斷食期」），而該詞乃組自拉丁語字首「dis-」（代表一件事情的相反）及晚拉丁語的「ieiunare」（絕食，出自拉丁語「ieiunus」，有「絕食」、「飢餓」之解）。羅馬尼亞語的「dejun」及法语的「déjeuner」仍保留此詞源及一定程度上的意義（縱然西班牙语的「desayuno」及葡萄牙語的「desjejum」與該詞源相關，但該兩詞專門用於早餐上）。時移世易，該詞的定義亦變成一天之中最豐盛的一頓正餐，即使一個人在吃晚餐之前已經吃畢早餐（又或早、午餐）。

## 晚餐时间

### 中國大陸
中國大陸大學生的晚飯會在下午五時後開始，七時前後結束。这是因为大陆学生的午餐时间通常在中午11至12点，所以5-6点需要开始吃晚餐，之后可能会有副修和选修的科目要上课。因为晚餐时间较早，不少学生睡前有夜宵的习惯。也可能跟大學所處的城市的發展程度相关，發展度較低城市晚上活動很少，所以晚飯會比較早。

## 晚餐聚會

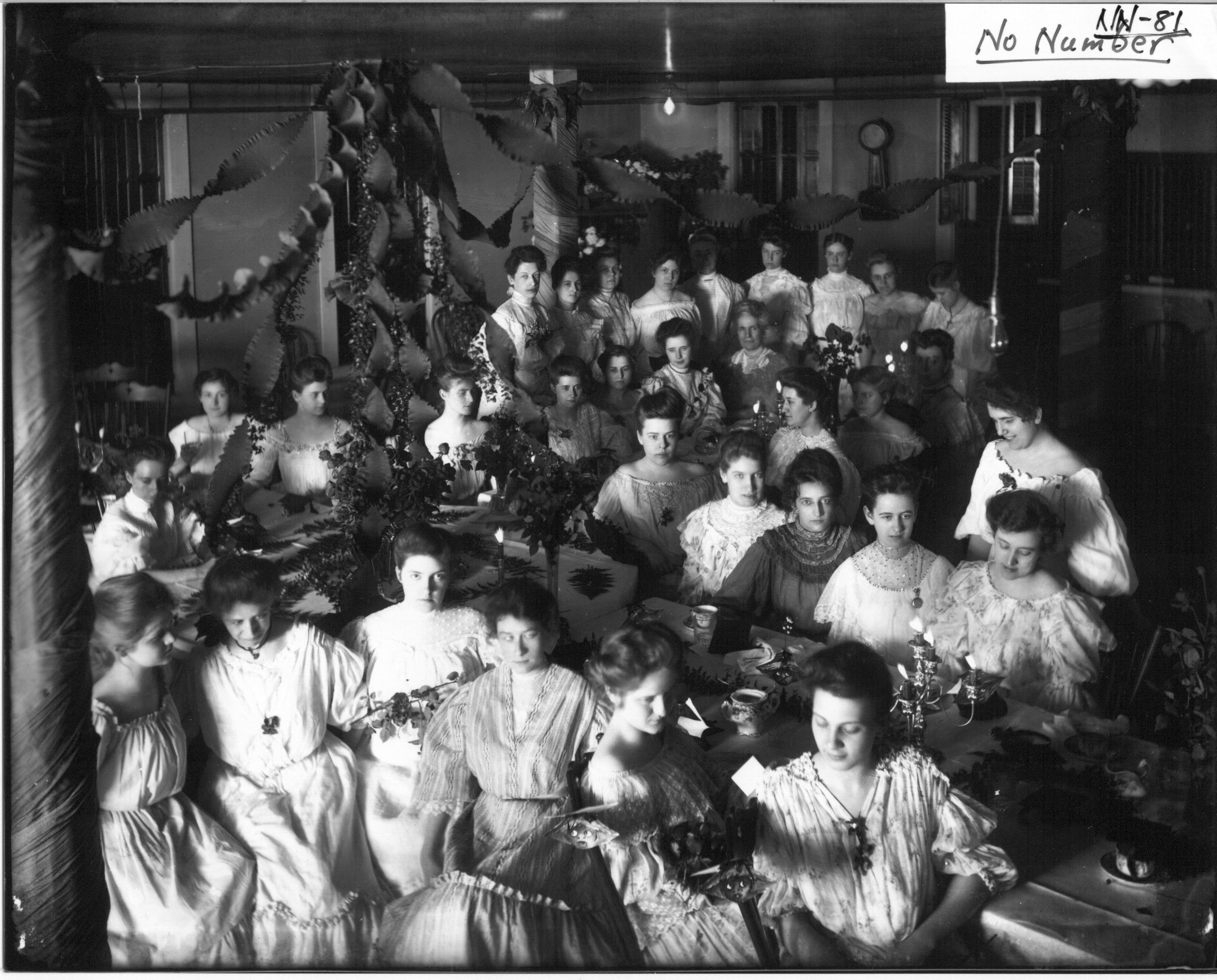
美國俄亥俄州牛津女子學院一群身穿禮服、正享用晚餐的女子，拍攝日期不詳。

晚餐聚會（英語：Dinner party）是指人們聚集一起吃晚飯的社交聚會。在這種場合中，晚餐的種類可以多元化，由簡單的一頓飯至一場国宴也可。

### 古羅馬
在古罗马時期，晚餐聚會被稱作「convivia」，是一種羅馬君王及元老院議員聚首一堂及討論他們關係的重要活動。在相關聚會上，羅馬人對一種名叫「liquamen」（又稱「Garum」）的魚醬情有獨鍾，亦經常食用這款魚醬。

### 英格蘭
在倫敦（约1875 —约1900），晚餐聚會是一種包括印刷邀請函及正式回覆請柬的正式場合。於該等聚會上款待的菜餚，大至多而豪華的食品展陳及多道菜式，小至僅提供簡單的菜餚及餐飲服務，可謂應有盡有。聚會上的活動有時候包括在眾人面前演唱及背誦詩歌。

### 正式晚宴
一場正式晚宴有數項規定。首先，活動要求參加者需穿著如附有黑色或白色領帶的黑色领结之晚裝；第二，晚宴上的所有菜餚均由廚房製作；第三，任何盤子或餐具均不可放予桌上，而管家及其他服務職員負責所有服務及清桌工作；第四，一場晚宴會設有多道菜式；最後，晚宴在服務及座位上均設有規定。

## 晚餐圖集

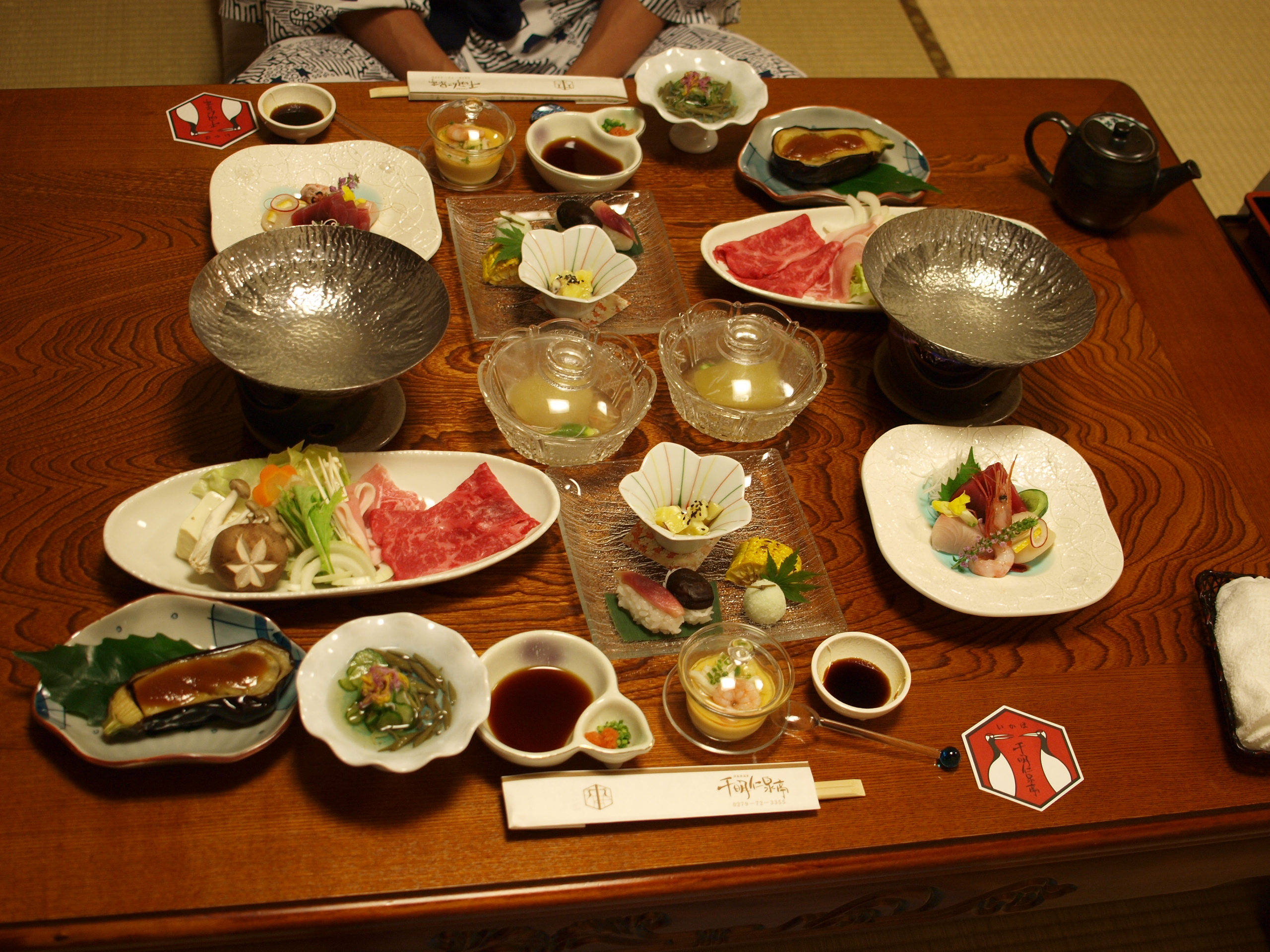
日式晚餐
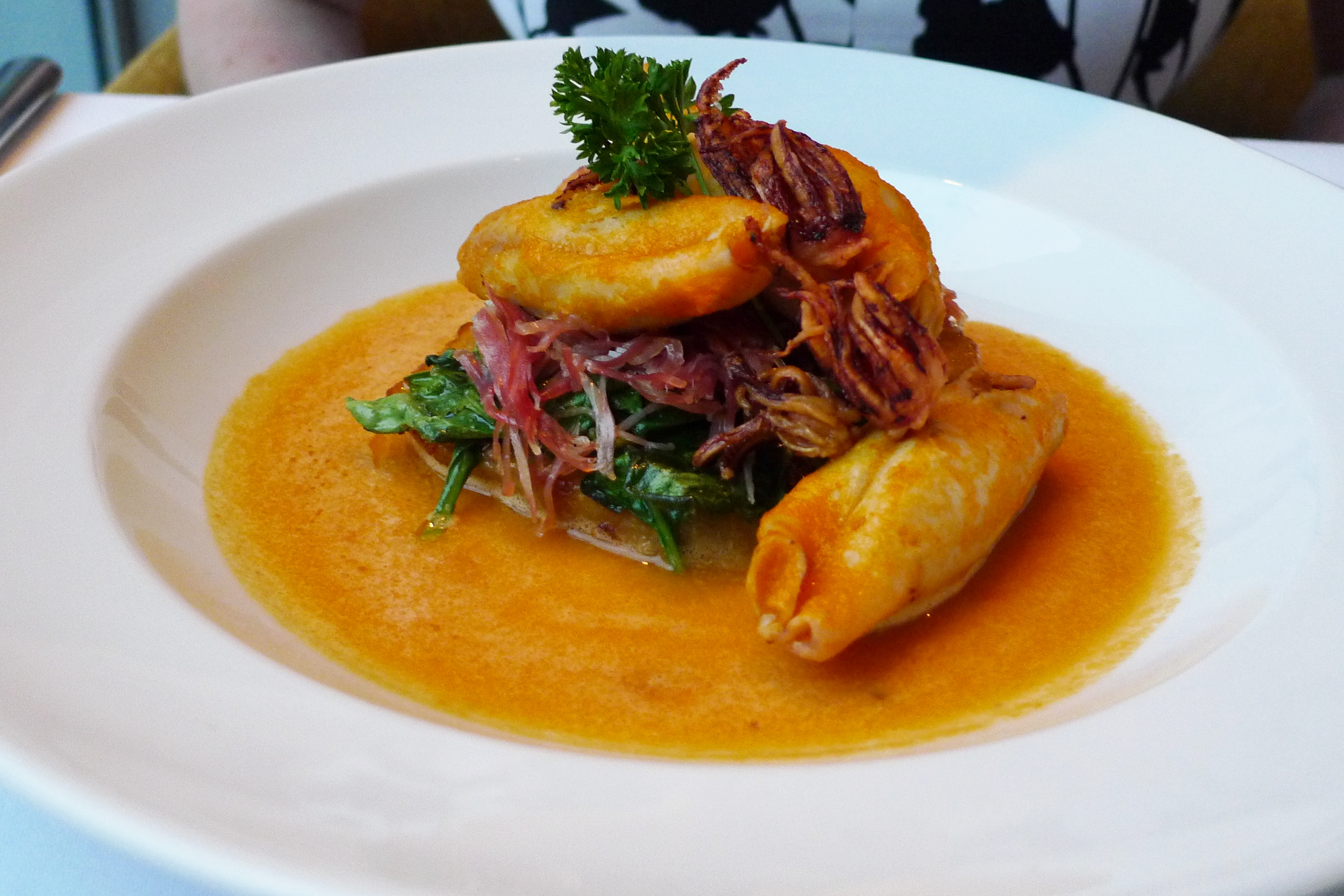
葡萄牙晚餐
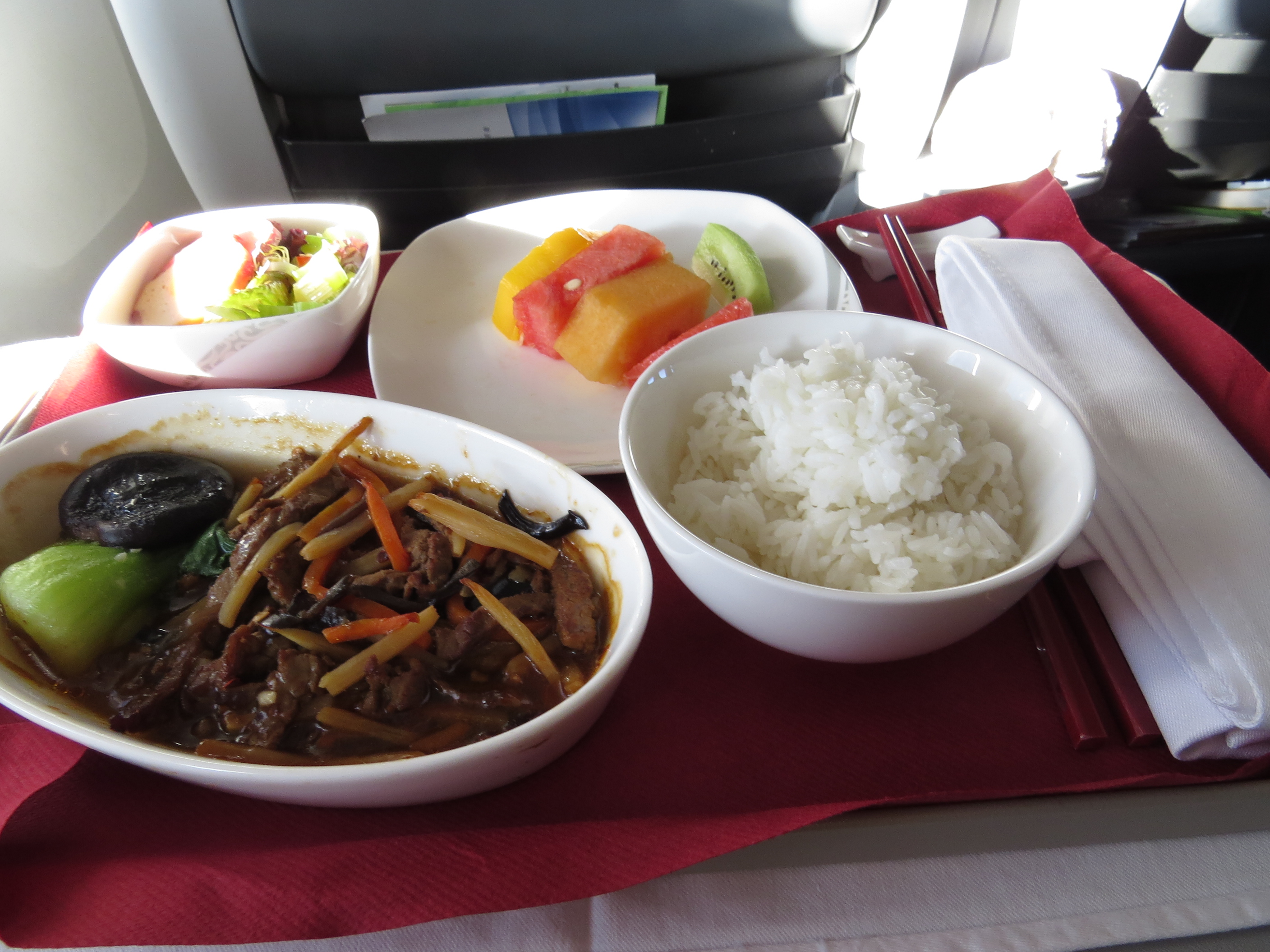
中國國航的飛機晚餐
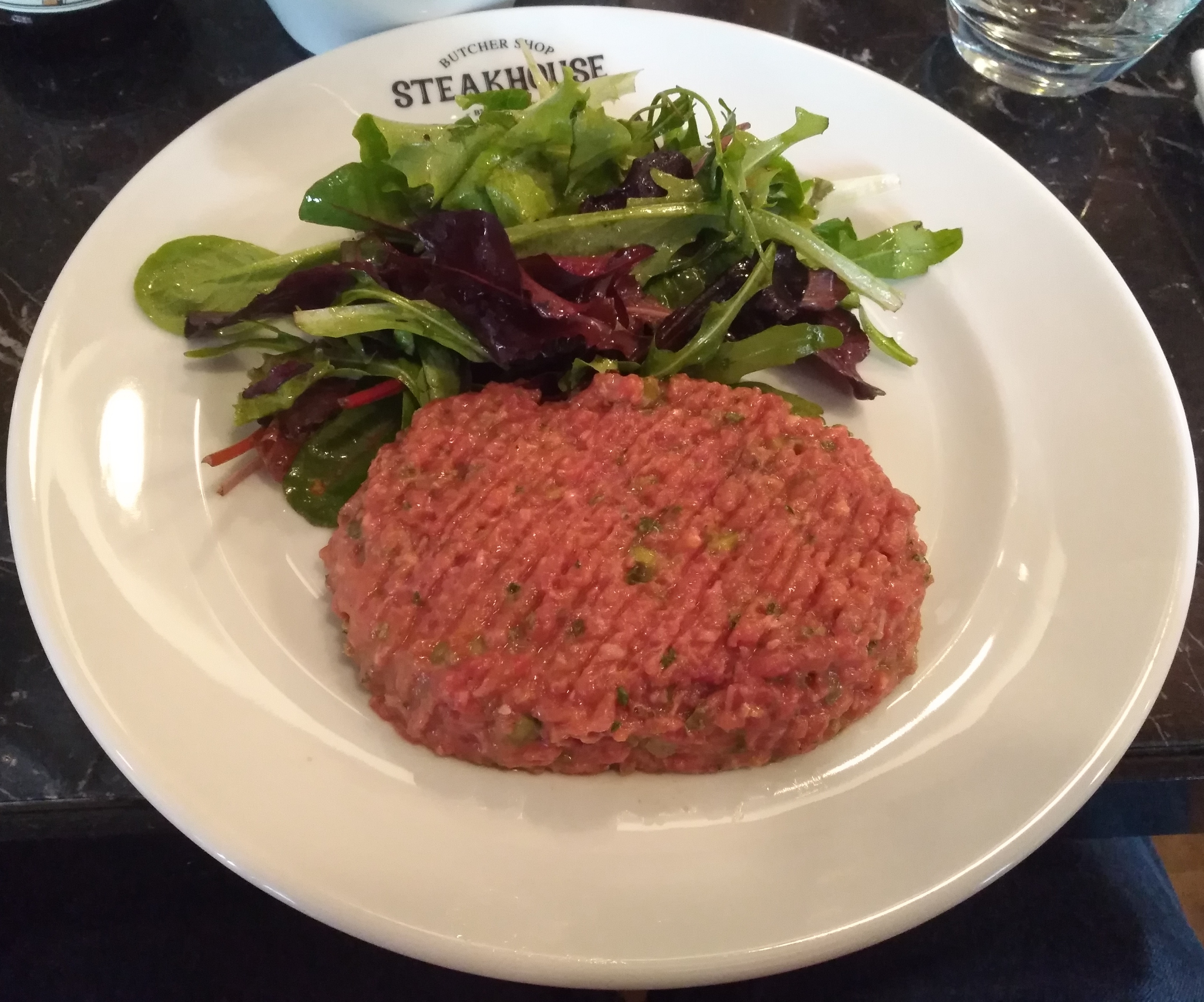
韃靼牛肉晚餐
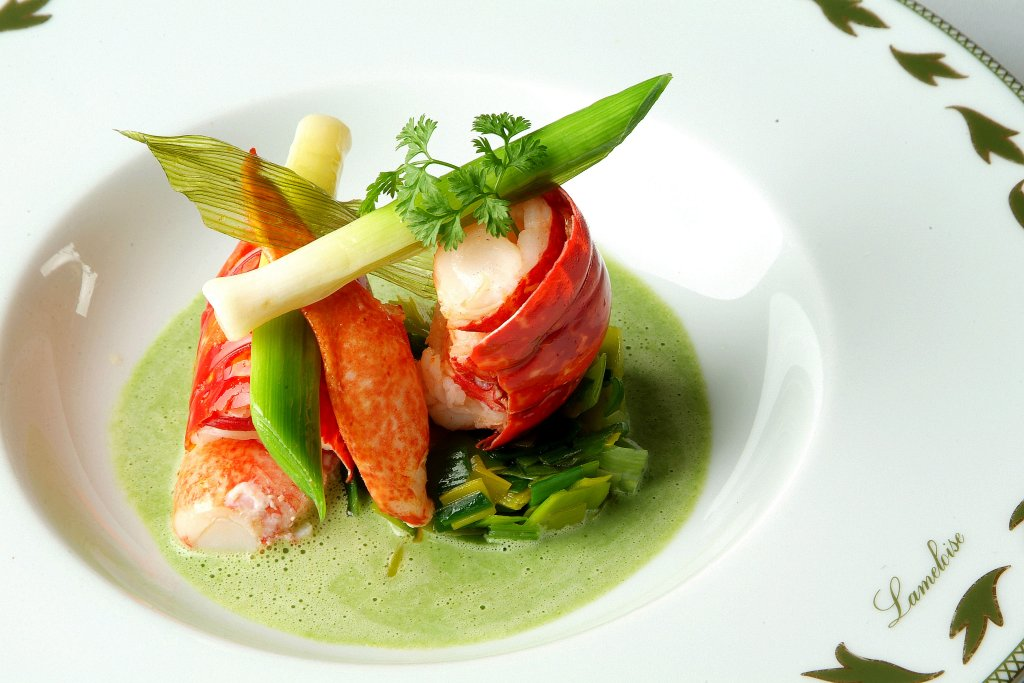
法式晚餐
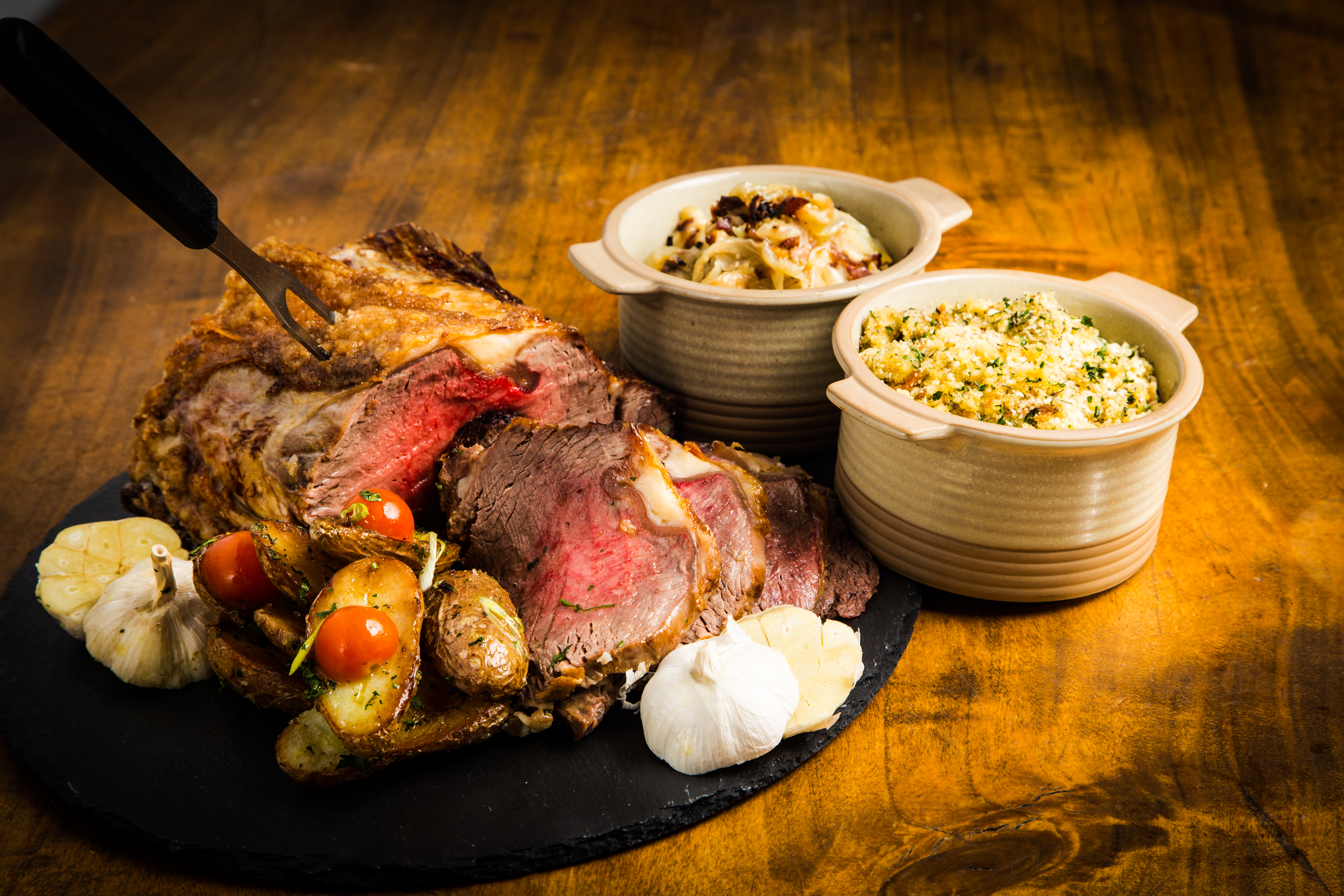
燒牛肉晚餐
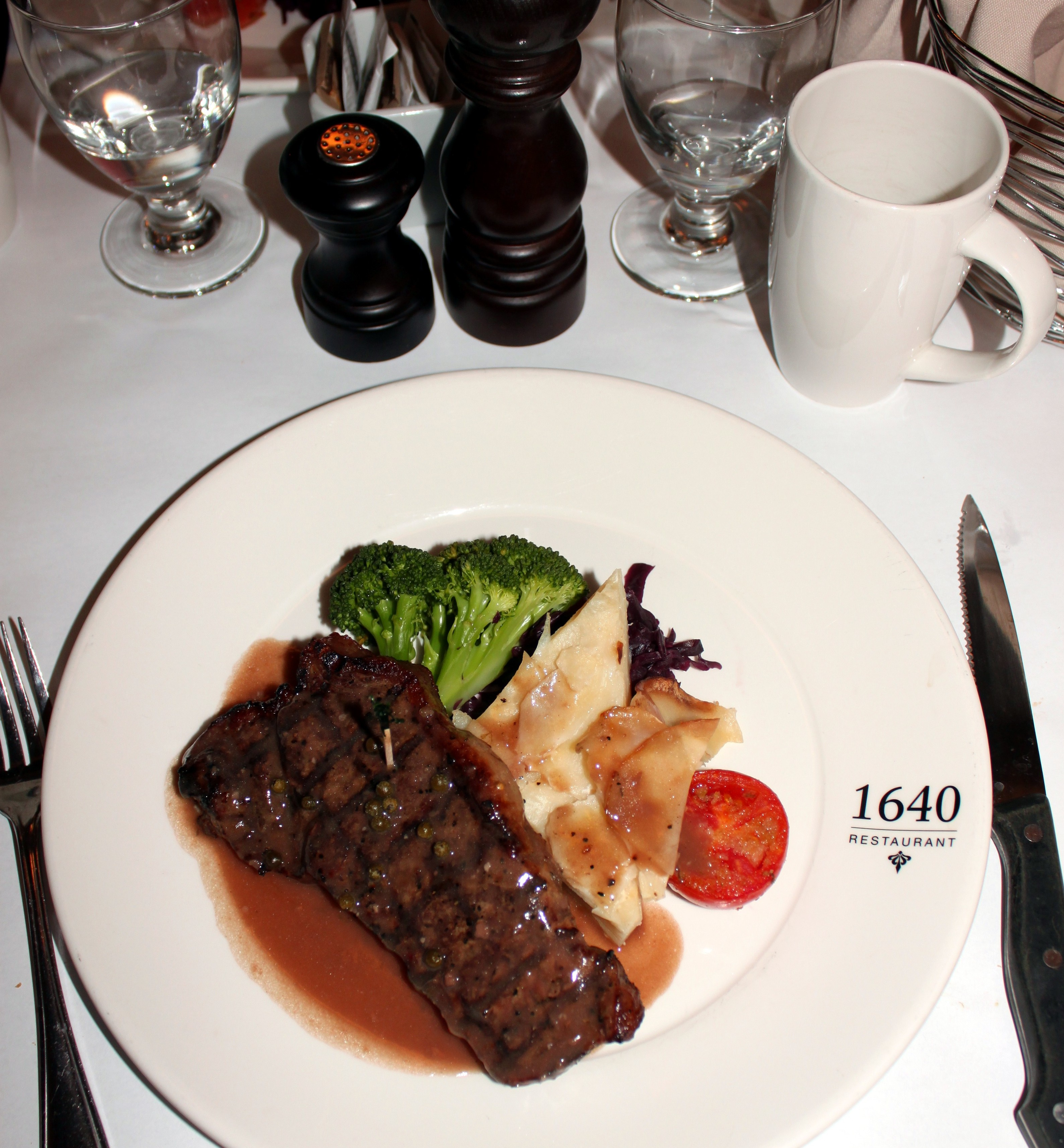
歐式晚餐
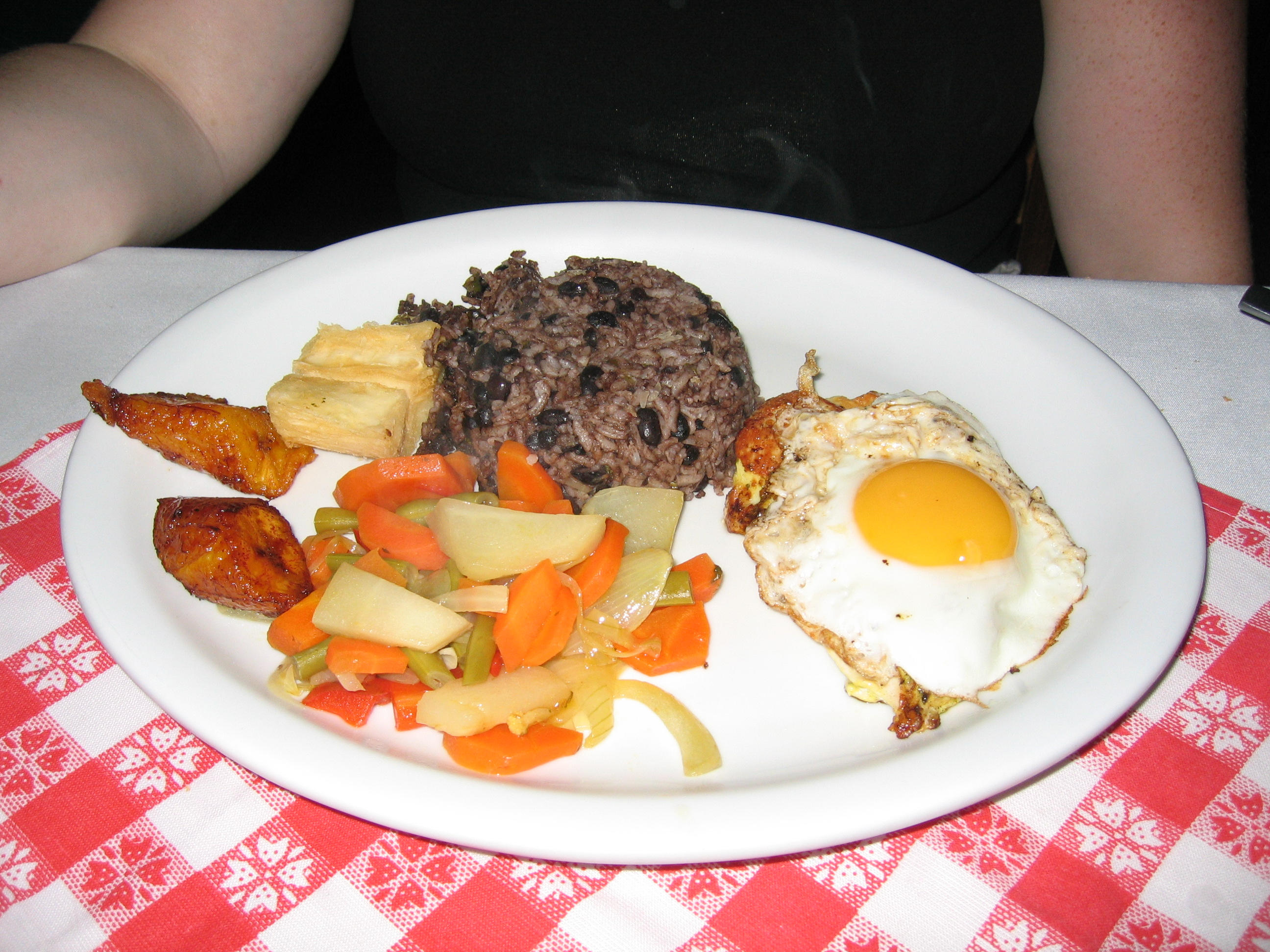
西方晚餐

## 另見
- 最後的晚餐（畫作）
- 正式宴會（英语：Formal hall）
- 小吃
- 下午茶

## 延伸閱讀
- Nunn, J.J. . J. C. Hotten. 1872.
- Inness, S.A. . NONE Series. University of Iowa Press. 2001  [2021-06-06]. ISBN 978-1-58729-332-0. （原始内容存档于2021-09-30）.
- Meiselman, H.L. . Woodhead Publishing Series in Food Science, Technology and Nutrition. Elsevier Science. 2009: 97-98  [2021-06-06]. ISBN 978-1-84569-571-2. （原始内容存档于2021-09-30）.

## 外部連結
- 劍橋大學出版社網站上對於「Dinner」的釋義 （页面存档备份，存于）
- Wikibooks Cookbook （页面存档备份，存于）
- BBC網站上一篇關於晚餐歷史的文章 （页面存档备份，存于）